# Informatör
För person som anger brottslingar, se angivare, infiltratör eller insider.
För manlig privatlärare (informator), se privatlärare.

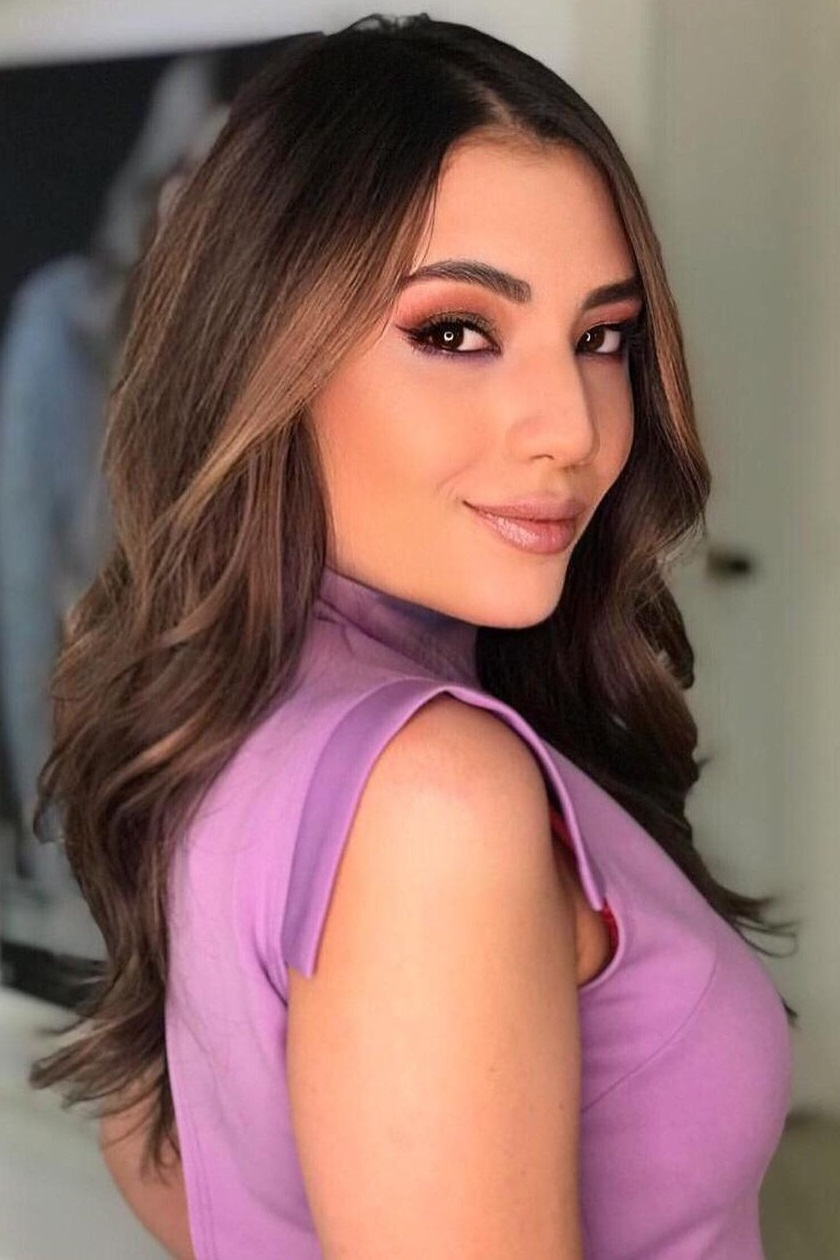
Juliana Ramos, professionell kommunikatör.

Informatör, kommunikatör, kommunikationskonsult eller informationstjänsteman (engelska: public information officer eller public relations specialist) är en yrkesbeteckning för personer som på olika nivåer arbetar med public relations (PR), information och kommunikation i offentliga eller privata organisationer. De vanligaste tjänsterna inom informatörsyrket i Sverige är informationsdirektör, informationschef, informatör, informationssekreterare, informationsassistent, pressekreterare, pressinformatör, webbredaktör, personaltidningsredaktör samt PR-konsult.
Ofta har de som arbetar på en informationsavdelning olika bakgrund – någon har en utbildning i medie- och kommunikationsvetenskap, en annan har bakgrund som journalist, en tredje har specialiserat sig på webbdesign och Internets växande möjligheter, en fjärde har specialiserat sig på omvärldsbevakning, och så vidare. 
Yrkesbesbeteckningen "polisens informatör" är dubbeltydig då det kan betyda både pressansvarig och infiltratör. 

## Historia
Informationsyrket som en egen arbetskategori har sina rötter i mitten på 50-talet. De första informatörerna var egentligen personaltidningsredaktörer och pressombudsmän som saknade särskild informatörsutbildning (eftersom detta inte existerade vid tillfället) men som anställdes på kriterierna att de innesatt en väldigt god förmåga att uttrycka sig i tal och text. De som hade behov av att anställa den här typen av förmågor var från början främst företag, kommuner och statliga organ. Vid den här tidpunkten kallades yrket kort och gott för ”PR”, något som senare kom att ändras till att kallas Informatör. 
I och med införandet av MBL-lagen och de kraftiga opinionsrörelserna under slutet av 1960- och början av 1970-talet märkte företagen att det inte var effektivt nog att bara ha enkelriktad information och började istället även föra en dialog med mottagaren. Ett nytt element inom yrket informatör hade skapats och man talade nu också om ”kommunikation”. Under 1970-talet ökade antalet offentliganställda informatörer avsevärt i och med kraven på öppenhet och insyn i myndigheternas beslut. 1980-talet präglades av en mognadsfas, antalet arbetsuppgifter ökade och arbetet fick en högre status. Allt fler informationsenheter placeras på högsta nivå i företagen.
Under 1990-talet fick informatörsyrket allt större betydelse, kommunikation som ledningsinstrument blev viktigare och branschen växte in i den globala fasen i informationsverksamheten. 1999 drabbades PR-byrån Rikta av ett hårt bakslag på grund av den så kallade Sydafrikaskandalen, där man misslyckades med sitt uppdrag att marknadsföra landet Sverige och fick kritik av dåvarande statsminister Göran Persson. VD på Rikta som gick i konkurs var vid denna tidpunkt författaren och PR-kändisen Peter Erikson. 

## Arbetsuppgifter
Informationsansvariga på ledningsnivå har ofta övergripande strategiska uppgifter att vara "signalförstärkare" både ut från, och in till, organisationen. Utöver det gör de bedömningar av hur organisationens verksamhet, åtaganden och åtgärder kan komma att påverka opinioner, medier, opinionsbildande organisationer, politiker och andra samt i vilken utsträckning detta kan påverka organisationens varumärke.
Informatörers arbete handlar både om att samla in och systematisera information utifrån som är viktig för organisationen, och om att föra ut information från organisationen till allmänheten eller specifika målgrupper. Arbetet som informatör på en informationsavdelning omfattar hela informationskedjan: 
- att genomföra mätningar (enkäter, massmedieanalyser, omvärldsbevakning, mm) och analysera informationsbehovet i den egna organisationen, något som bl.a. förutsätter att informatören ingår i ledningsgruppen
- att föreslå och förankra kommunikationsstrategi, inklusive varumärkesidentitet, grafisk profil, dokumentmallar, webbstandard, med mera
- att föreslå och förankra en kommunikationsplan med konkreta informationsinsatser i syfte att organisationen ska få kunskap om sin omgivning och/eller nå ut med budskap till omgivningen
- att genomföra informationsinsatser: utforma eller beställa annonser, broschyrer, reklamkampanjer, pressmeddelanden, blanketter, interna nyhetsbrev, webbsidor och utställningar, samt att synliggöra organisationen i sociala medier och forum, med mera.
- att genomföra utvärdering av strategier och insatser.

En informatörs ansvarsområden kan vidare indelas i extern information och intern information. Den interna informationen riktar sig till målgrupper inom den organisation som informatören tillhör; i en kommun till exempel till personalen, förvaltningscheferna eller politikerna. Informationen kan handla om ny lagstiftning, en policy som antagits av politikerna i kommunfulläktige eller om kommunens budget, och i allt väsentligt går informatörens arbete ut på att förenkla, begripliggöra, förtydliga och förkorta utan att utelämna något viktigt. Tunga luntor med byråkratiskt språk ska omvandlas till något avsevärt lättare att ta till sig, men utan att innehållet förvanskas eller att några punkter utelämnas. Den interna informationen kan placeras på intranätet (som i kommunikatörssammanhang betyder internwebb).
Den externa informationen vänder sig till målgrupper utanför organisationen som juridisk person: till exempel finansiärer, kunder, konkurrenter, myndigheter, opinionsbildare och/eller allmänhet

## Information, kommunikation och reklam
Tydlig och genomarbetad information utgör grunden för kommunikation. Det förenklar och leder till att sändaren och den avsedda mottagaren kan upprätta kontakt och inleda en dialog/samtal (kommunikation) om budskapet. Offentlig information från myndigheter har under lång tid i bestått av meddelanden, föreskrifter eller andra upplysningar som ingår i myndighetens uppdrag, ansvarsområde och verksamhet Under senare år har informations- och kommunikationshantering fått större tyngd i organisationers och företags verksamhet, profilering, positionering och anseende. Informationshantering är i huvudsak en åtgärd på organisationsnivå, till skillnad från reklam som är kommersiella budskap om organisationens varor, tjänster eller varumärke. I. Information som lämnas av börsnoterade företag ska alltid lämnas till samtliga samtidigt. "Börsinformation" ska som regel inte leda till kommunikation mellan börsföretaget och enstaka aktörer på finansmarknaden annat än om det kan ske offentligt och till samtliga samtidigt, med så kallad full transparens. Börspåverkande "kommunikation" strider mot innebörden i Insiderlagen.
Interaktiv information, där sändare och respondent kommunicerar i någon form, har varit ett växande område ända sedan internets framväxt. Det går att chatta med politiker på kommunernas webbportaler. E-post har medfört att avsändaren kan få svar på en fråga som skickats till ett företag eller en organisation redan samma dag. Företag lägger ut enkäter på sin webbplats som besökarna får svara på och ofta kan företaget göra någon förändring som gynnar kunderna som ett resultat av enkäten. På både gott och ont reagerar aktörerna avsevärt snabbare idag som ett resultat av att Internet förvandlats från en plats med papperslösa sidor att klicka sig fram mellan till en plats där människor informerar varandra, agerar med varandra, skaffar nya kunskaper och knyter nya kontakter. Internet med alla dess möjligheter innehåller oändligt antal kanaler för spridning och sökning/mottagning av information samt för kommunikation bland dem som utnyttjar just den möjligheten.
Privata företag skiljer på grund av de tämligen olikartade arbetsuppgifterna nästan alltid på sin reklamavdelning respektive informationsavdelning, i ett multinationellt företag kan de båda avdelningarna till och med finnas i olika länder. Reklam är reklam, och den riktar sig till potentiella kunder, men det är informationschefen som uttalar sig om exempel företaget av någon anledning fått återkalla ett parti av sin produkt av någon anledning. Större kommuner har börjat anställa marknadschefer för att hålla i den utåtriktade profilen, något som organ som kommunstyrelsens näringslivsutskott med underlydande näringslivschef också arbetar på. Större kommuner och företag har av tradition anställt journalister – ofta sådana som bevakat kommunen eller företaget tidigare. Räddningstjänsten, polisen, tullen och försäkringskassan bland andra myndigheter har i allt större utsträckning börjat använda sig av informationstjänstemän; i ett första steg utnämndes talesmän, men sedan 1990-talet har såväl myndigheterna som de större kommunerna och företagen börjat använda informatörer med universitets- eller högskoleexamen. Numera finns universitetsprogram som är skräddarsydda för blivande informationstjänstemän.

## Angränsande områden
Informationstjänstemannens arbetsuppgifter tangerar informatikerns, systemutvecklarens och webbutvecklarens, journalisternas, PR-avdelningarnas, reklamavdelningarnas, reklambyråernas, och marknadschefernas områden. Informatörernas yrkesetik medför emellertid att de lär sina chefer att snabbt gå ut i massmedia och erkänna fel och svara ärligt på journalisters frågor och att försöka vända på steken – "inför framtiden har vi nytta av den här tråkiga erfarenheten". Det är också de informatörer som har journalistisk eller kommunikationsvetenskaplig bakgrund som initierat medieträning för politiker, tjänstemän och chefer. Interna PR-avdelningar förekommer i begränsad utsträckning inom den svenska företagsvärlden eftersom informationsavdelningar och marknadsavdelningar redan finns. Ofta anlitas i stället externa PR-konsulter för att skapa en positiv bild av företaget. Även statliga myndigheter och kommuner arbetar numera med att vårda sina "varumärken" och med att skapa sig ett gott rykte till exempel genom försöka få omvärlden att förknippa dem med positiva värden som expansion, välutbildade människor, låg kriminalitet, rikt kulturliv, orörd vildmark, låga skatter, osv. Vanligen finns inga PR-avdelningar i stat och kommun. I stället bildas tillfälliga grupper med människor från olika förvaltningar samt från informations- och marknadsavdelning eller näringslivsavdelning. 

## Kommunikationsplanering
Kommunikationsplanering används av informatörer för att planera sina kommunikationsinsatser. Kommunikationen planeras för såväl interna som externa aktiviteter (reklam, public relations, internkommunikation med mera). Kommunikationsplanering innefattar begreppen kommunikationspolicy, kommunikationsstrategi och kommunikationsplan.

## Utbildning
Färdigpaketerade programutbildningar blir allt vanligare vid universitet och högskolor. Informationstjänstemannens utbildning består vanligen av studier huvudsakligen i medie- och kommunikationsvetenskap, informationsdesign eller journalistik. Många utbildningar innehåller, eller uppmuntrar, specialisering i andra vetenskapliga ämnen som till exempel statsvetenskap, organisationsteori, sociologi, psykologi eller statistik, eller mer praktiskt inriktade utbildningar som medieteknik eller webbdesign. De flesta utbildningar har även praktikinslag, oberoende av vilken inriktning studenten läser.
Fackligt organiserar förbundet DIK (SACO) de svenska informatörerna.